# Argyrophilie
L'argyrophilie ou argentophilie est la propriété, pour une structure organique, de se lier facilement à l'argent.
Argyrophilie  désigne notamment une méthode de coloration de tissu vivant ou mort par une solution de nitrate d'argent dans l'ammoniaque dilué suivie par une réduction avec un formaldéhyde, un tanin, ou autres.
En histologie, on peut qualifier le collagène de type III d'argyrophile.
On a pu aussi imputer à des personnages publics une argyrophilie, pour éviter de parler de vénalité.